# Neotridactylus archboldi
Neotridactylus archboldi är en insektsart som beskrevs av Mark Deyrup och Curt Eisner 1996. Neotridactylus archboldi ingår i släktet Neotridactylus och familjen Tridactylidae. Inga underarter finns listade i Catalogue of Life.